# Liste der Bodendenkmale in Badbergen
In der Liste der Bodendenkmale in Badbergen sind die Bodendenkmale der niedersächsischen Gemeinde Badbergen aufgeführt. Die Quelle ist der Denkmalatlas Niedersachsen.
- Bitte beachten Sie, dass diese Liste keinen Anspruch auf Vollständigkeit erhebt.
- Die Angaben ersetzen nicht die rechtsverbindliche Auskunft der zuständigen Denkmalschutzbehörde.
- Es sind nur Daten aus dem Denkmalatlas verarbeitet.
- Der Stand der Liste ist der 9. Mai 2025.

Badbergen im Landkreis Osnabrück

## Allgemein
In den Spalten finden sich folgende Informationen des Bodendenkmales:
| Lage         | geographische Koordinaten                                                           |
| Bezeichnung  | Bezeichnung lt. Denkmalatlas                                                        |
| Beschreibung | Beschreibung lt. Denkmalatlas                                                       |
| ID           | Objekt-ID                                                                           |
| Bild         | Bild, ggf. zusätzlich mit Link zu weiteren Fotos im Medienarchiv Wikimedia Commons. |

## Grothe
| Lage                        | Bezeichnung                       | Beschreibung | ID       | Bild |
| --------------------------- | --------------------------------- | --- | -------- | ---- |
| 52° 37′ 24″ N, 7° 58′ 58″ O | Grothe 26, Burg (Gut Schulenburg) | Ehemals Burg mit gut erhaltenem, einfachem Graftsystem. Gr. L. 170 m; gr. Br. 140 m; Graft-Br. bis 15 m. Graft ohne Wasserführung, aber noch sumpfig. Der heutige Gebäudebestand umfasst ein zweigeschossiges Herrenhaus aus der Mitte des 18. Jhs. sowie Fachwerknebengebäude des 18. Jhs. Von der Vorgängeranlage blieben nur geringe Baureste erhalten. | 28954544 | BW   |

## Wehdel
| Lage                       | Bezeichnung        | Beschreibung | ID       | Bild |
| -------------------------- | ------------------ | --- | -------- | ---- |
| 52° 38′ 38″ N, 8° 0′ 48″ O | Wehdel 2, Wehlburg | Keine obertägigen Reste erhalten. Grabung Zoller 1972 und 1973 mit mehreren großen Suchschnitten ergab eine 25 × 25 m große Burgfläche, auf der mehrere Fachwerk- und Ziegelbauten in einem Rechteck um einen mittleren Hofplatz standen. Es konnte eine noch 2,6 m hohe Ziegelmauer aus großformatigen (28 × 15 × 8 cm), im Märkischen Verband verlegten Ziegeln freigelegt werden, die möglicherweise zu einem Turm gehörte. Durch Graben von 10 m Br. geschützt, der nach Abbruch der Burg mit dem Bauschutt verfüllt wurde. Grabenböschungen mit Faschinen und Pfählen befestigt, an der W-Seite konnte eine Spundwand aus starken Eichenbohlen nachgewiesen werden. Im NW-Teil ein Stauwehr, das den Wasserstand des Burggrabens mit einem Zuflussgraben aus der Wrau regulierte. Vermutlich in 2. Hälfte des 14. Jhs. gegründet und in der Mitte des 15. Jhs. geschleift. Wahrscheinlich Burg der Herren von Dincklage. Im Jahre 1444 Übergang in bäuerlichen Besitz und kurz darauf Zerstörung, wahrscheinlich auf Veranlassung des Bischofs von Osnabrück. In einer Urkunde von 1630 werden noch Gräben und Wälle erwähnt. | 28945803 | BW   |
| 52° 37′ 59″ N, 8° 2′ 6″ O  | Wehdel 4, Landwehr | Landwehr östl. von Wehdel in ca. N-S-Ausrichtung. Im S Fortsetzung in Gehrder Landwehr. Der nördl. Teil weist 3 nur noch schwach ausgeprägte, parallel verlaufende Wälle auf, die oft unterbrochen werden und in das umgebende Gelände auslaufen; L. ca. 270 m; Wallbr. ca. 5 m; H. bis 0,5 m. Zwischenliegende Gräben sind nicht mehr erkennbar. Der südl. Abschnitt ist gut erhalten und besteht aus 3 parallelen Wällen. Der Abstand der beiden östl. Wälle mit innenliegendem Graben beträgt ca. 7 m; diesen ist ca. 20 m westl. ein 3. Wall vorgelagert; L. ca. 350 m; Wallbr. 5 – 7 m; H. ca. 1,0 m, im zentralen Abschnitt 1,3 m; Grabenbr. ca. 3 m; T. bis 0,5 m. Die beiden östl. Wälle sind teilweise abgetragen und verschliffen, der innenliegende Graben auch mit Müll verfüllt. Im südl. Bereich fehlt auf einer L. von 100 m der westl. vorgelagerte Wall. | 28945802 | BW   |